# Москівщина (село)
Мо́сківщина — село в Україні, у Сумській області, Роменському районі. Населення становить 74 особи. Входить до складу Роменської міської громади До 2020 орган місцевого самоврядування - Довгополівська сільська рада.

## Географія
Село Москівщина знаходиться на відстані 0,5 км від села Овлаші, за 1 км від села Житне, за 3 км місто Ромни. 
По селу тече струмок, що пересихає. Поруч пролягає автомобільний шлях Н07. За 1.5 км залізниця, станція Житне.

## Історія
Село постраждало внаслідок геноциду українського народу, проведеного урядом СРСР 1923-1933 та 1946-1947 роках.
12 червня 2020 року, відповідно до розпорядження Кабінету Міністрів України № 723-р «Про визначення адміністративних центрів та затвердження територій територіальних громад Сумської області», село увійшло до складу Роменської міської громади.
19 липня 2020 року, в результаті адміністративно-територіальної реформи та ліквідації Роменського району(1930—2020), увійшло до складу новоутвореного Роменського району.

## Економіка
- Молочно-товарна ферма.

## Пам'ятки
- Овлаші — ландшафтний заказник місцевого значення.